# Lord Fairfax di Cameron
Lord Fairfax di Cameron è un titolo della Parìa di Scozia. Malgrado l'appartenenza del titolo a quelli della parìa scozzese, i lords Fairfax di Cameron erano membri di un'antica famiglia dello Yorkshire, alla quale appartenevano anche i baronetti Fairfax di The Holmes. Dal 1515 al 1700 circa la famiglia risiedette a Denton Hall.

## Storia
Carlo I creò il titolo nel 1627 per Sir Thomas Fairfax. Egli aveva rappresentato la regina Elisabetta I d'Inghilterra in diverse missioni diplomatiche presso re Giacomo VI di Scozia ed era anche divenuto membro del parlamento per diverse costituenti inglesi.
Suo figlio Ferdinando e suo nipote Thomas, prestarono servizio al regno inglese come prominenti comandanti militari schierati coi parlamentari durante la Guerra civile inglese. Alla morte di quest'ultimo nel 1671 il titolo passò al primo cugino, il quarto lord, il quale era figlio del reverendo Henry Fairfax, secondo figlio del primo lord, e parlamentare per la costituente dello Yorkshire alla Camera dei Comuni. Suo figlio, il quinto lord, sedette come membro del parlamento per la circoscrizione di Malton e dello Yorkshire.
Egli venne succeduto da suo figlio, il sesto lord. Egli ereditò molti possedimenti in Virginia dalla madre, figlia di Thomas Colepeper, II barone Colepeper, Governatore della Virginia. Alla sua morte il titolo ed i suoi possedimenti americani passarono a suo fratello minore, il settimo lord. Questi rappresentò la circoscrizione di Maidstone e quella del Kent al parlamento. L'immensa fortuna terriera in America venne confiscata durante la Guerra d'indipendenza americana. Questi venne succeduto da un suo cugino, l'ottavo lord, che visse anch'egli in Virginia. Questi era il nipote del reverendo Henry Fairfax, figlio secondogenito del quarto lord, che comunque dovette attendere sino al 1800 per vedersi riconosciuto il titolo dalla Camera dei Lords.
Il suo pronipote fu Albert Kirby Fairfax, dodicesimo lord, che visse nel Maryland negli Stati Uniti. La sua famiglia aveva vissuto in America da generazioni, al punto che si era persa memoria del titolo di famiglia. Ad ogni modo, dopo molte ricerche, Albert risultò l'unico erede della casata e nel 1908 venne confermato nel suo titolo dalla Commissione per i Privilegi della Camera dei Lords. Nel 1917 venne eletto parlamentare in scozia, ove rimase sino al 1939.
Questi venne succeduto dal figlio primogenito, il tredicesimo lord. Questi fu rappresentante al parlamento scozzese da 1945 al 1963 e prestò servizio come Lord-in-Waiting dal 1954 al 1957 nelle amministrazioni conservatrici di Winston Churchill ed Anthony Eden. Attualmente erede del titolo è suo figlio, il quattordicesimo lord, il quale gli è succeduto nel 1964.

## Lord Fairfax di Cameron (1627)
- Thomas Fairfax, I lord Fairfax di Cameron (1560–1640)
- Ferdinando Fairfax, II lord Fairfax di Cameron (1584–1648)
- Thomas Fairfax, III lord Fairfax di Cameron (1612–1671)
- Henry Fairfax, IV lord Fairfax di Cameron (1631–1688)
- Thomas Fairfax, V lord Fairfax di Cameron (1657–1710)
- Thomas Fairfax, VI lord Fairfax di Cameron (1692–1781)
- Robert Fairfax, VII lord Fairfax di Cameron (1707–1793)
- Bryan Fairfax, VIII lord Fairfax di Cameron (1737–1802)
- Thomas Fairfax, IX lord Fairfax di Cameron (1762–1846)
- Charles Snowden Fairfax, X lord Fairfax di Cameron (1829–1869)
- John Contee Fairfax, XI lord Fairfax di Cameron (1830–1900)
- Albert Kirby Fairfax, XII lord Fairfax di Cameron (1870–1939)
- Thomas Brian McKelvie Fairfax, XIII lord Fairfax di Cameron (1923–1964)
- Nicholas John Albert Fairfax, XIV lord Fairfax di Cameron (n. 1956)

Erede apparente è il figlio di lord Fairfax, Edward Nicholas Thomas Fairfax, (n. 1984).